# Eubaphe
Eubaphe är ett släkte av fjärilar. Eubaphe ingår i familjen mätare.

## Bildgalleri

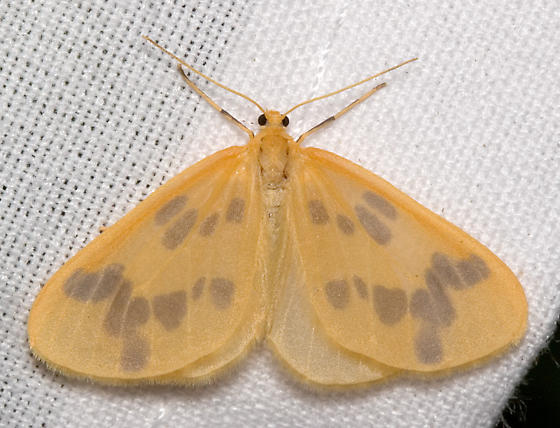

## Dottertaxa tillEubaphe, i alfabetisk ordning[1]
- Eubaphe aeetes
- Eubaphe antithesis
- Eubaphe bada
- Eubaphe biseriata
- Eubaphe conformis
- Eubaphe cupraria
- Eubaphe daxata
- Eubaphe deceptata
- Eubaphe dulcifera
- Eubaphe eulathes
- Eubaphe fieldi
- Eubaphe helveta
- Eubaphe hesperina
- Eubaphe hyalina
- Eubaphe integra
- Eubaphe lineata
- Eubaphe lobiformis
- Eubaphe lobula
- Eubaphe medea
- Eubaphe mendica
- Eubaphe meridiana
- Eubaphe nanora
- Eubaphe orfilai
- Eubaphe pauper
- Eubaphe pumilata
- Eubaphe rhotana
- Eubaphe rotundata
- Eubaphe sombreata
- Eubaphe sulcifera
- Eubaphe tripunctata
- Eubaphe tritonia
- Eubaphe unicolor
- Eubaphe venustata
- Eubaphe weyenberghii